# AN-medaljen
AN-medaljen är ett pris som sedan år 1935 har delats ut av Arvika Nyheters sportredaktion. Medaljen delas ut omkring jul varje år till det gångna årets största västvärmländska idrottsprestation. Både individuella idrottare, idrottslag och idrottsföreningar kan motta priset.
Vid 80-årsjubileet år 2015 hade medaljen genom åren delats ut till sammanlagt 58 män, 7 kvinnor, 4 idrottsföreningar och 3 lag. Åren 1940, 1948-49, 1952-55, 1975 samt 1982 delades ingen AN-medalj ut.

## AN-medaljörer

### 1930-talet
- 1935 – Tore Karlsson, friidrott
- 1936 – Ragnar Magnusson, orientering
- 1937 – Sven Dahlgren, friidrott
- 1938 – Sven Warg, skidor
- 1939 – Tore Edman, skidor

### 1940-talet
- 1940 – Ingen medalj
- 1941 – Ralph Newborg, orientering
- 1942 – Harry Persson, skidor
- 1943 – Erik Johansson, cykel
- 1944 – Karl-Uno Richardsson, friidrott
- 1945 – Gunnar Olsson, skidor
- 1946 – Ingemar Johansson, gång
- 1947 – Lars-Eric Larsson, friidrott
- 1948-49 – Inga medaljer

### 1950-talet
- 1950 – Karl-Erik Norrby, orientering
- 1951 – John Hermansson, skytte
- 1952-55 – Inga medaljer
- 1956 – Sten Olsson, friidrott
- 1957 – Bengt Nilsson, friidrott
- 1958 – Inge Lindqvist, skidor
- 1959 – Solvieg Egman, gymnastik

### 1960-talet
- 1960 – John Guttke, orientering
- 1961 – Marita Carlsson, bordtennis
- 1962 – Peter Schröder, militär femkamp
- 1963 – Roy Svensson, gång
- 1964 – Leif Sveder, bandy
- 1965 – Jan-Olof Nilsson, friidrott
- 1966 – Sture Brolund, skytte[1]
- 1967 – Karl-Erik Johansson, skidor
- 1968 – Henry Nilsson, friidrott
- 1969 – Åke Wingskog, skidor

### 1970-talet
- 1970 –Per Eklund, motorsport
- 1971 – Mats Wallberg, skridsko
- 1972 – Hasse Ahlesved, skytte
- 1973 – Bror Danielsson, motorsport
- 1974 – Agneta Asplund, cykel
- 1975 – Ingen medalj
- 1976 – Willy Johansson, fotboll
- 1977 – Anders Kulläng, motorsport
- 1978 – Thommy Nilsson, Benny Kohlberg och Sune Borg, skidor
- 1979 – Benny Kohlberg, skidor

### 1980-talet
- 1980 – Maria Johnsson, cykel
- 1981 – Eda IF, fotboll
- 1982 – Ingen medalj
- 1983 – Erik Zetterquist, parasport
- 1984 – Raymond Jansson, bowling
- 1985 – Jösse BK, bowling
- 1986 – Stefan Ahlesved, skytte
- 1987 – Callit och Karl O Johansson, trav
- 1988 – Arvika Basket damer, basket
- 1989 – Tommy Kristoffersson, rallycross

### 1990-talet
- 1990 – Eivind Möstl, basket
- 1991 – Arvika Basket, basket
- 1992 – Arvika Ridklubbs ponnylag, ridsport
- 1993 – Kenny Bräck, racing
- 1994 – Rikard Karlsson, cykel
- 1995 – Anders Johansson, skytte
- 1996 – Per Westin, bowling
- 1997 – Sandra Hansson, skidor
- 1998 – Kenny Bräck, racing
- 1999 – Isa Ed, kanot

### 2000-talet
- 2000 – Petter Renäng, cykel
- 2001 – Per-Anders Johannesson, roadracing
- 2002 – Arvika Skyttegille, skytte
- 2003 – Viktor Renäng, cykel
- 2004 – Per-Gunnar Andersson, rally
- 2005 – Niklas Bergström, viltmålsskytte
- 2006 – Mikael Johansson, ishockey
- 2007 – Martin Larsson, längdskidor
- 2008 – Matts Olsson, alpint
- 2009 – Mattias Jansson, bowling

### 2010-talet
- 2010 – Simon Karlén, friidrott
- 2011 – Anders Brolund, skytte
- 2012 – Johan Kristoffersson, racing
- 2013 – Pontus Tidemand, rally
- 2014 – Markus Jansson, bowling
- 2015 – Kaiza Karlén, friidrott
- 2016 – Mona Brorsson, skidskytte
- 2017 – Julia Spetsmark, fotboll
- 2018 – Jacob de la Rose, ishockey
- 2019 – Arvika BTK, bordtennis

### 2020-talet
- 2020 – Marcus Nilsson, ishockey
- 2021 – Oliver Solberg, rally
- 2022 – Hilda Andersson, cykeltrial
- 2023 - Alma Rööse, bordtennis
- 2024 – Nils Andersson, rallycross